# Polibutadieno
A borracha de polibutadieno, também conhecida por borracha de butadieno, é uma borracha de elevada resistência à abrasão e flexibilidade a baixas temperaturas, e bastante resistência a altas temperaturas. O polibutadieno é um homopolímero do butadieno.